# 333228 Mollywasser
333228 Mollywasser è un asteroide della fascia principale esterna. Scoperto nel 2009, presenta un'orbita caratterizzata da un semiasse maggiore pari a 3,132823 UA e da un'eccentricità di 0,020792, inclinata di 9,981715° rispetto all'eclittica.
Molly Wasser è una divulgatrice e docente americana di scienze spaziali. Si impegna a rendere la scienza accessibile, in particolare per i gruppi sottorappresentati nel settore. In qualità di Planetary Science Digital Lead presso il Goddard Space Flight Center della NASA, ha guidato le comunicazioni digitali della NASA per la raccolta e il rientro dei campioni dell'asteroide OSIRIS-REx.